# Ricardo Squella Martorell
Ricardo Squella Martorell (Ciudadela (Menorca), 1927 - 23 de diciembre de 1993), marqués de Menas Albas y de Terranova, fue un aristócrata, terrateniente y político conservador español, hijo de Gabriel Squella Rossiñol, que fuera diputado conservador durante el reinado de Alfonso XIII. Licenciado en Derecho, abogado, ganadero y agricultor, fue miembro de Alianza Popular, formación con la que resultó elegido diputado al Congreso por la circunscripción de Baleares en las elecciones generales de 1982. Durante su mandato parlamentario fue vocal de las comisiones de Defensa, de la de Agricultura, Ganadería y Pesca, y de la Comisión de Reglamento.